# Stahování

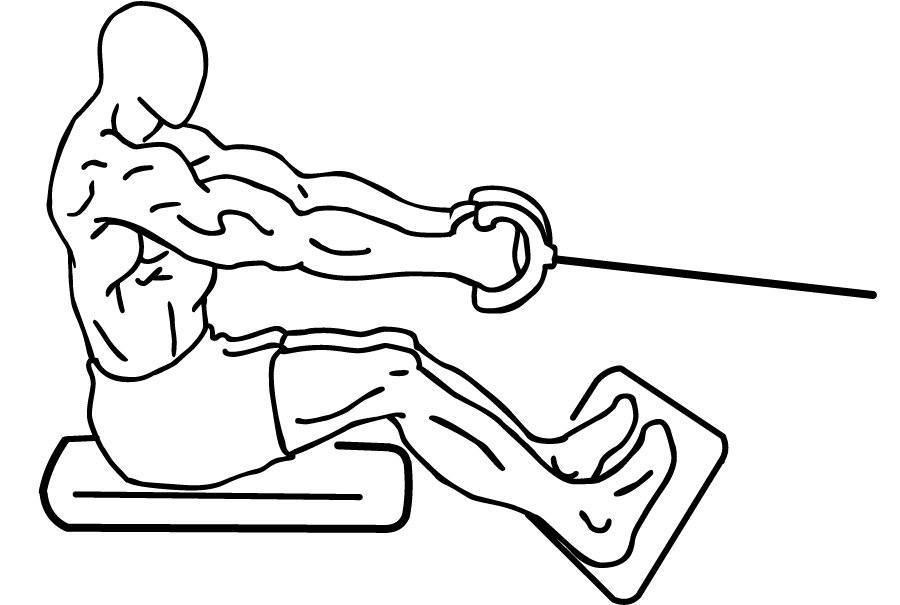
Stahování

Stahování, řidčeji veslování, hovorově také „stahovačka“ je v silovém tréninku cvičení, jehož účelem je posílit svaly umožňující změnu polohy paží k tělu jako např. široký zádový sval, trapézový a široký rhombický sval a dále vzpřimovače trupu. V rámci cvičení na stroji dochází též k posílení svalů nohou (kvadriceps). Do cvičení se aktivuje i břišní svalstvo a svalstvo spodních zad.

## Chyby při cvičení
- zbytečně velký předklon na začátku záběru (nepřiměřený ohyb páteře a namáhání spodní části zad)
- podjetí sedátka (nadměrné zapojení spodní části zad)